# District de Fyodorov
Le district de Fyodorov (en kazakh : Фёдоров ауданы est un district de l'oblys de Kostanaï, situé au nord du Kazakhstan.

## Géographie
Le centre administratif du district est la ville de Fyodorovka.

## Démographie
En  2013, le district a une population de 27 389 habitants.